# Saint-Georges-d'Aurac
Saint-Georges-d'Aurac é uma comuna francesa na região administrativa de Auvérnia-Ródano-Alpes, no departamento de Alto Loire. Estende-se por uma área de 17,08 km². Em 2010 a comuna tinha 477 habitantes (densidade: 27,9 hab./km²).